# Loma Alta, Ayahualulco
Loma Alta är en ort i Mexiko.   Den ligger i kommunen Ayahualulco och delstaten Veracruz, i den sydöstra delen av landet, 210 km öster om huvudstaden Mexico City. Loma Alta ligger 2 391 meter över havet och antalet invånare är 252.
Terrängen runt Loma Alta är kuperad österut, men västerut är den bergig. Runt Loma Alta är det ganska tätbefolkat, med 166 invånare per kvadratkilometer. Närmaste större samhälle är Ixhuacán de los Reyes, 4,1 km sydost om Loma Alta. Omgivningarna runt Loma Alta är en mosaik av jordbruksmark och naturlig växtlighet.